# Ackerhaus

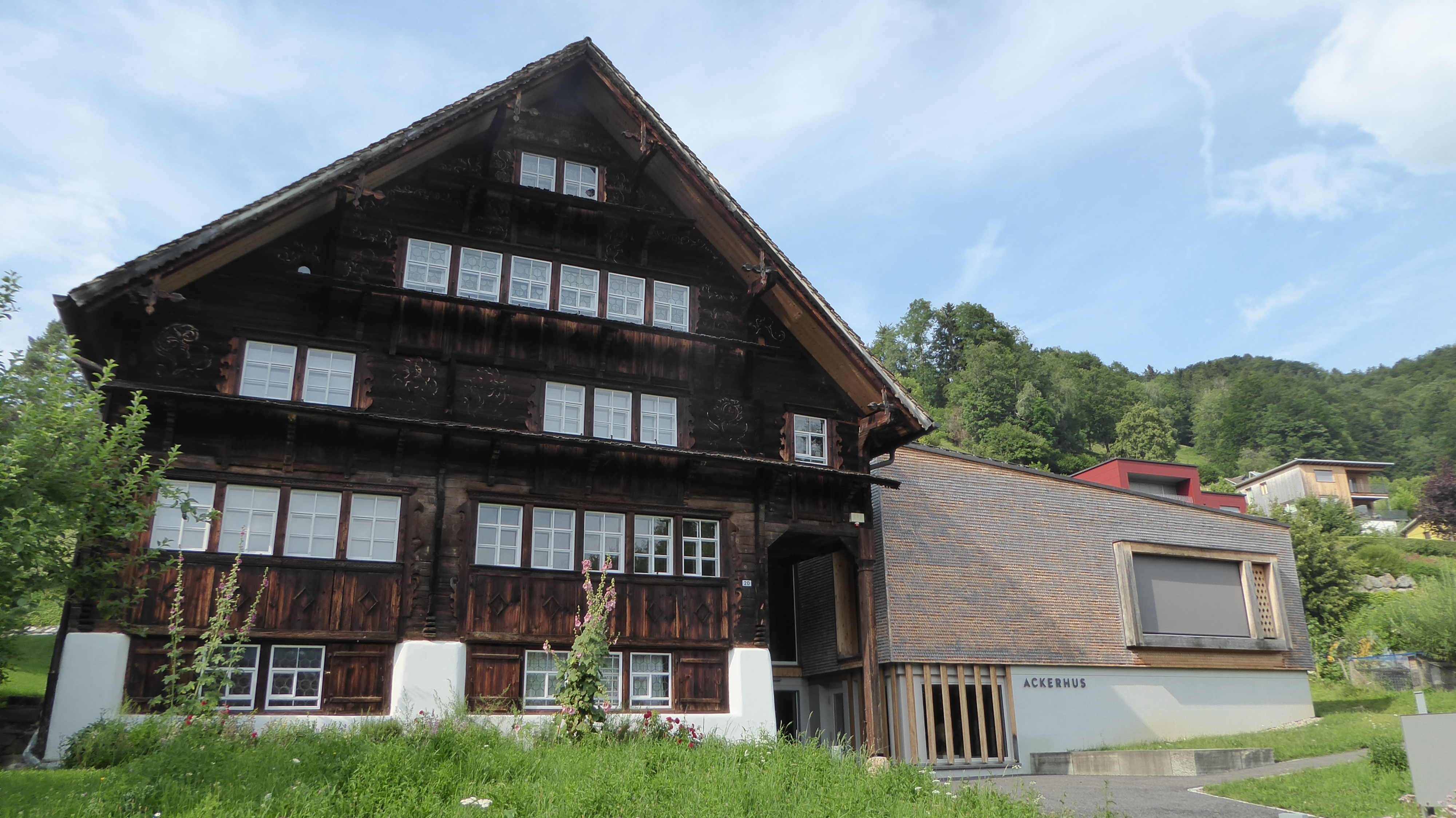
Ackerhaus Ebnat-Kappel mit dem 2015 erstellten Anbau

Das Ackerhaus ist ein Toggenburger Haus aus dem 18. Jahrhundert in der Toggenburger Gemeinde Ebnat-Kappel im Schweizer Kanton St. Gallen. Es beherbergt seit 1952 ein öffentlich zugängliches Toggenburger Heimatmuseum.

## Geschichte

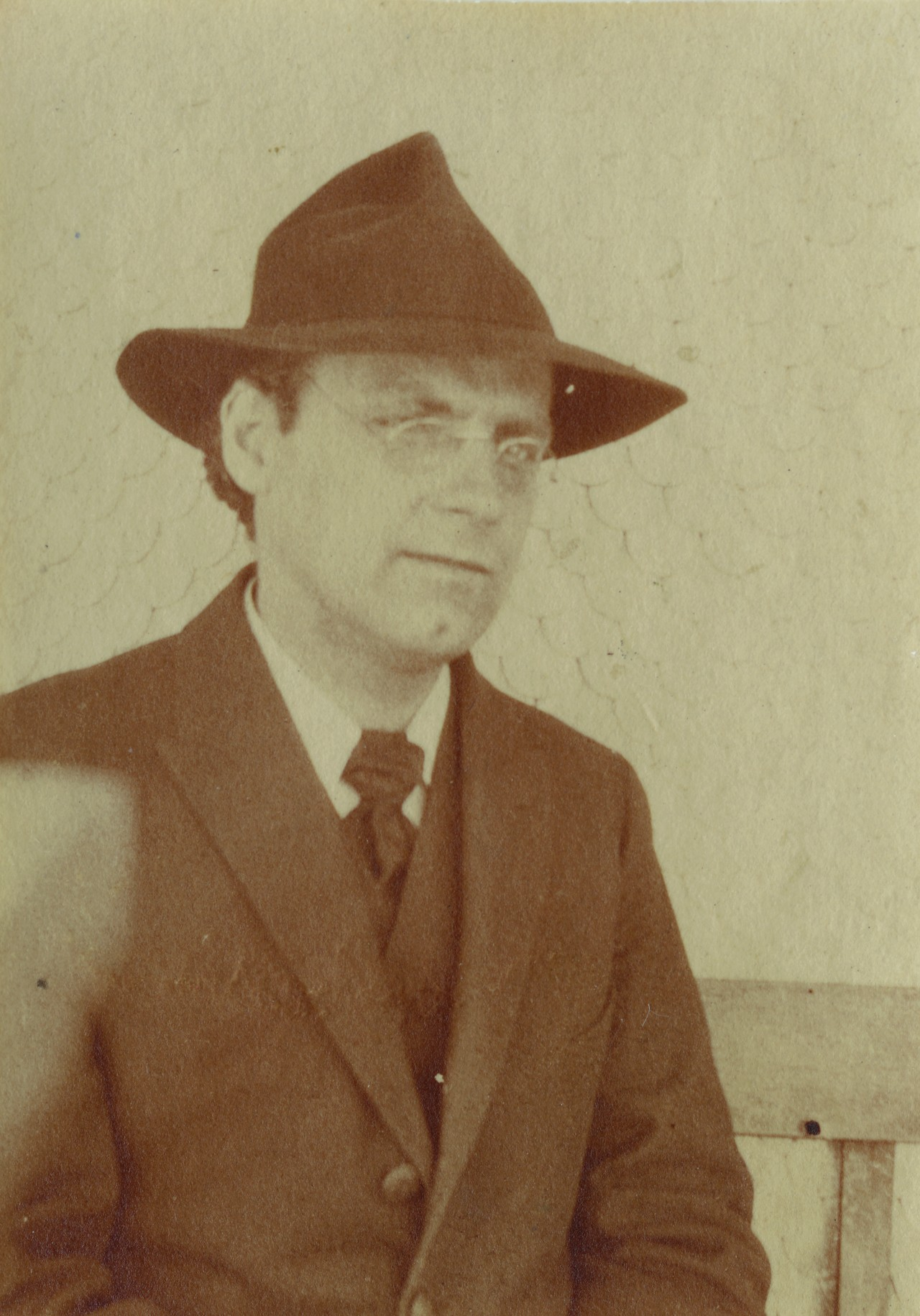
Albert Edelmann, etwa 1930

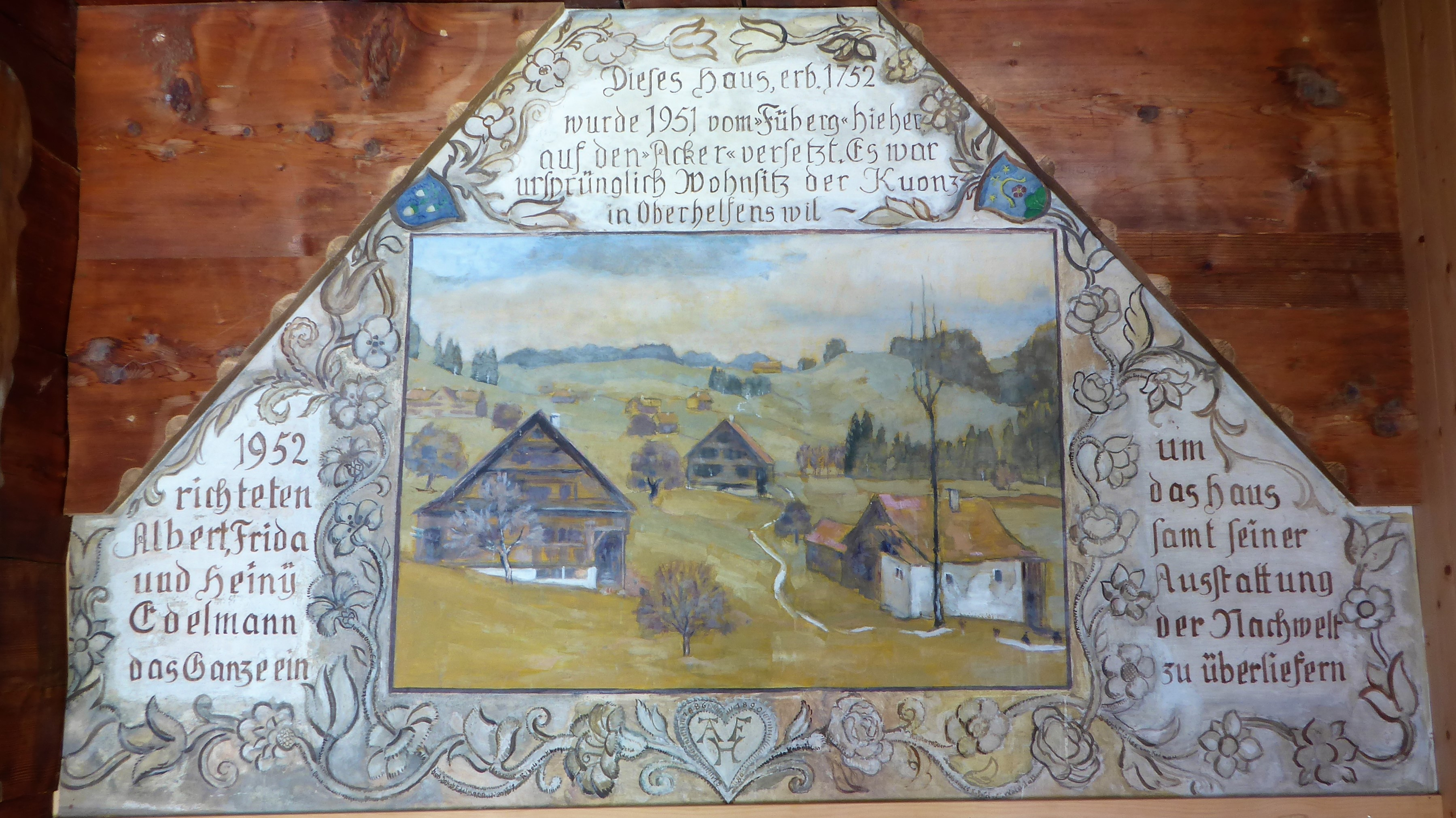
Die Wandverzierung beim Hauseingang zeigt das Gebäude an seinem früheren Standort im Füberg bei Oberhelfenschwil.

Das stattliche Toggenburgerhaus stand ursprünglich auf dem Füberg  nördlich von Oberhelfenschwil. Es wurde 1752 vom Pfleger Jacob Kuontz-Wettstein und seiner Frau Marie errichtet. Nach mehreren Besitzerwechseln kaufte es 1870 die Gemeinde und nutzte es als Armenhaus. 1949 stand das Haus leer. Albert Edelmann übernahm das dem Abriss geweihte Gebäude und liess es im Frühjahr 1950 abbauen.
1951/1952 wurde es als «Ackerhaus» am heutigen Standort «im Acker» in der damaligen Gemeinde Ebnat wieder aufgebaut und restauriert. Der pensionierte Gesamtschullehrer Edelmann richtete darin sein bewohntes Museum für bäuerliche Wohnkultur, Gebrauchsgegenstände und Musikinstrumente aus dem Toggenburg ein. Nach seinem Tod im Jahr 1963 führte die Albert-Edelmann-Stiftung das Museum weiter.
Nach der Jahrtausendwende war eine Neuorientierung notwendig. 2014 bewilligte der Stiftungsrat eine weitgehende bauliche und betriebliche Umgestaltung. Das Konzept beinhaltet die Verbindung von Kulturlokal und der musealen Vergangenheit mit einer neugestalteten Dauerausstellung.

## Konstruktion und Umbauten

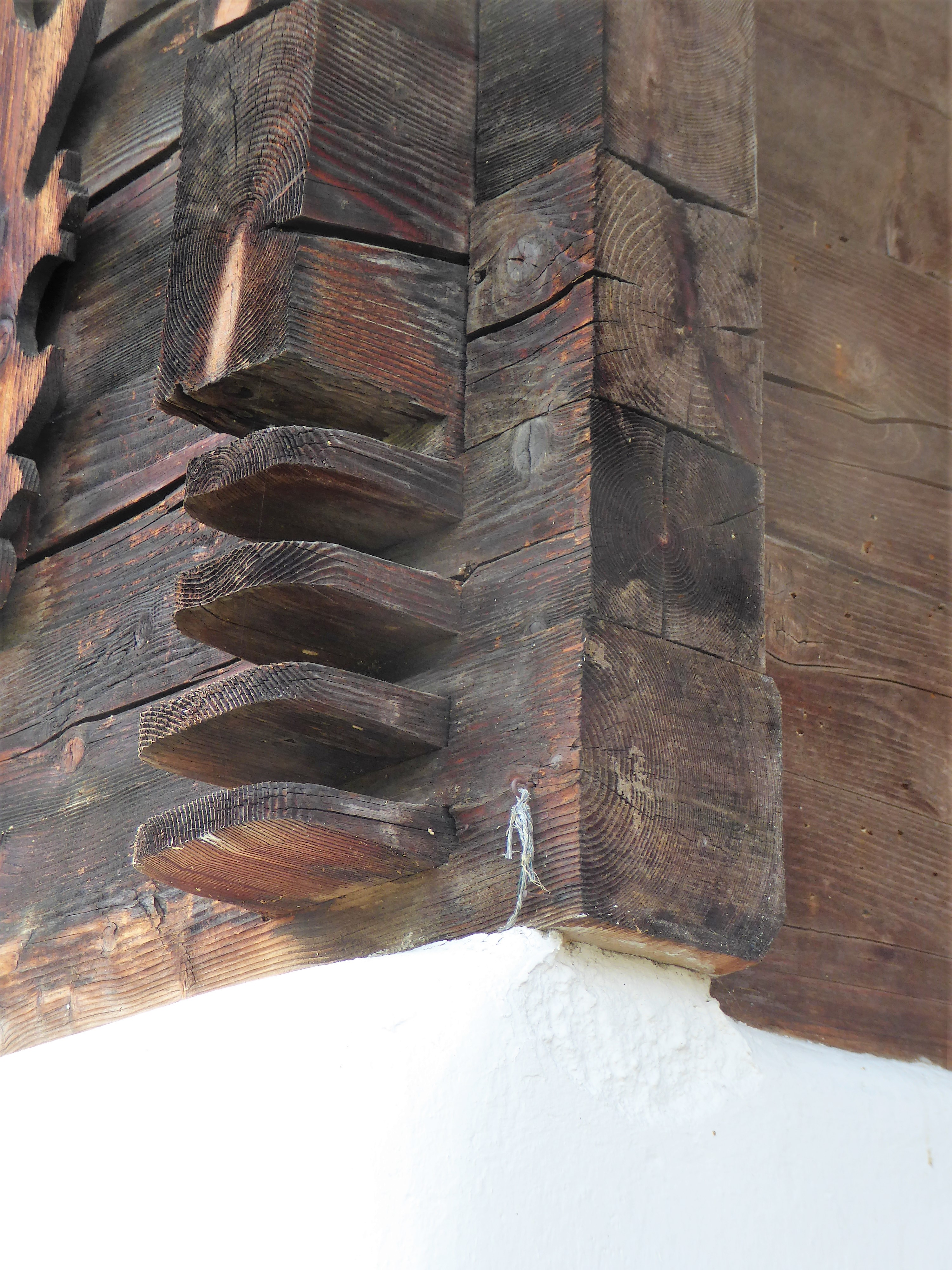
Schloss des Schwellenkranzes

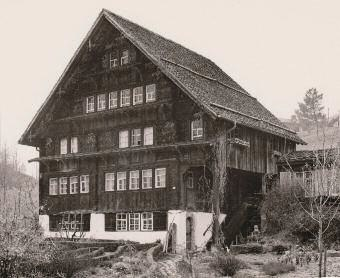
Das Haus nach der Verschiebung am neuen Standort im «Acker»

Der herrschaftliche Strickbau mit dem steilen Nageldach steht auf dem Schwellenkranz, der auf dem gemauerten Kellergeschoss aufliegt. Die repräsentative Giebelfront ist mit offenen Klebdächern, Zugläden und barocken Malereien verziert. Während der Vorderbau aus Lärchen- und Föhrenholz identisch wiedererstand, wurde die verfaulte Rückwand als Ständerbau neu erstellt. Zum seitlichen Eingang gelangt man über eine Treppe unter der Laube. Die Raumstruktur entspricht dem vom Spätmittelalter bis zum Beginn des 20. Jahrhunderts üblichem Grundriss. Im Erdgeschoss befinden sich talseits Stube und die etwas schmalere Nebenstube, bergseits in ganzer Hausbreite die grosse Rauchküche.
Beim Wiederaufbau in Ebnat 1951/1952 wurde das Ackerhaus mit Spolien aus der gesamten Ostschweiz ergänzt. Ein Teil der Steine des Kellergeschosses sind von der Ruine Starkenstein, die der Rundbogenöffnung vom Keller des abgebauten Hauses im Füberg. Beim Innenausbau wurden Teile aus Abbrüchen verwendet. So stammen Treppen- und Podestgeländer von der Empore der Kirche Ebnat, in der Stube der Kachelofen aus Lüpfertwil  (Ebnat-Kappel) und das Täfer im Renaissancestil aus Roggwil, Täfer und Boden der Nebenstube aus dem «Engel» in St. Gallen-Rotmonten, die Tapeten dort aus einem Fabrikantenhaus im Sidwald, das Schlüsselschild aus dem Geburtshaus Ulrich Bräkers und die Biberschwanzziegel aus Richterswil. Seitwärts wurde ein einstöckiges Musikzimmer und hinten ein Malatelier angebaut. Front und Dachuntersicht bemalte Albert Edelmann mit Haussprüchen seines Schwagers Heinrich Edelmann neu.

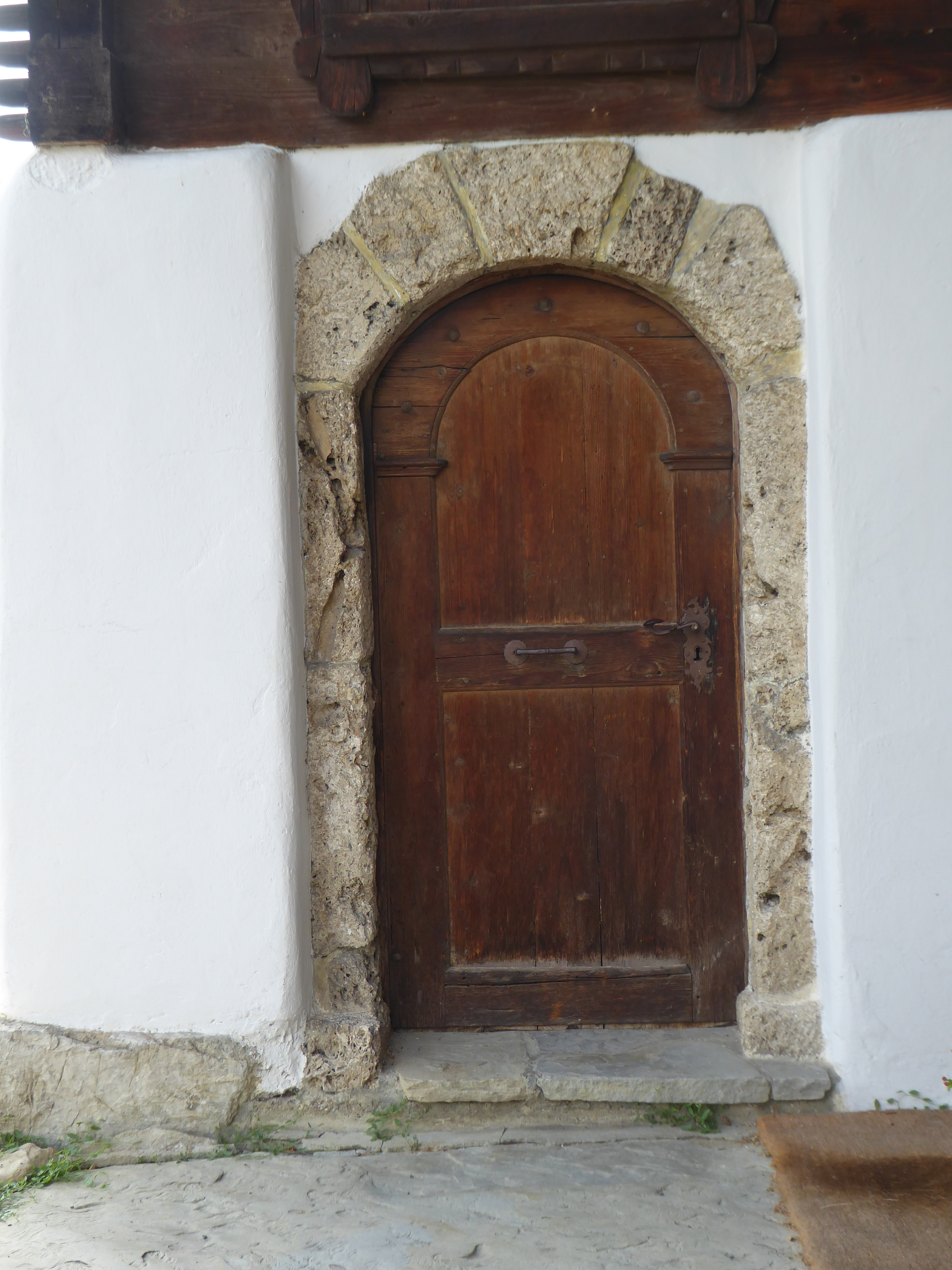
Rundbogenöffnung

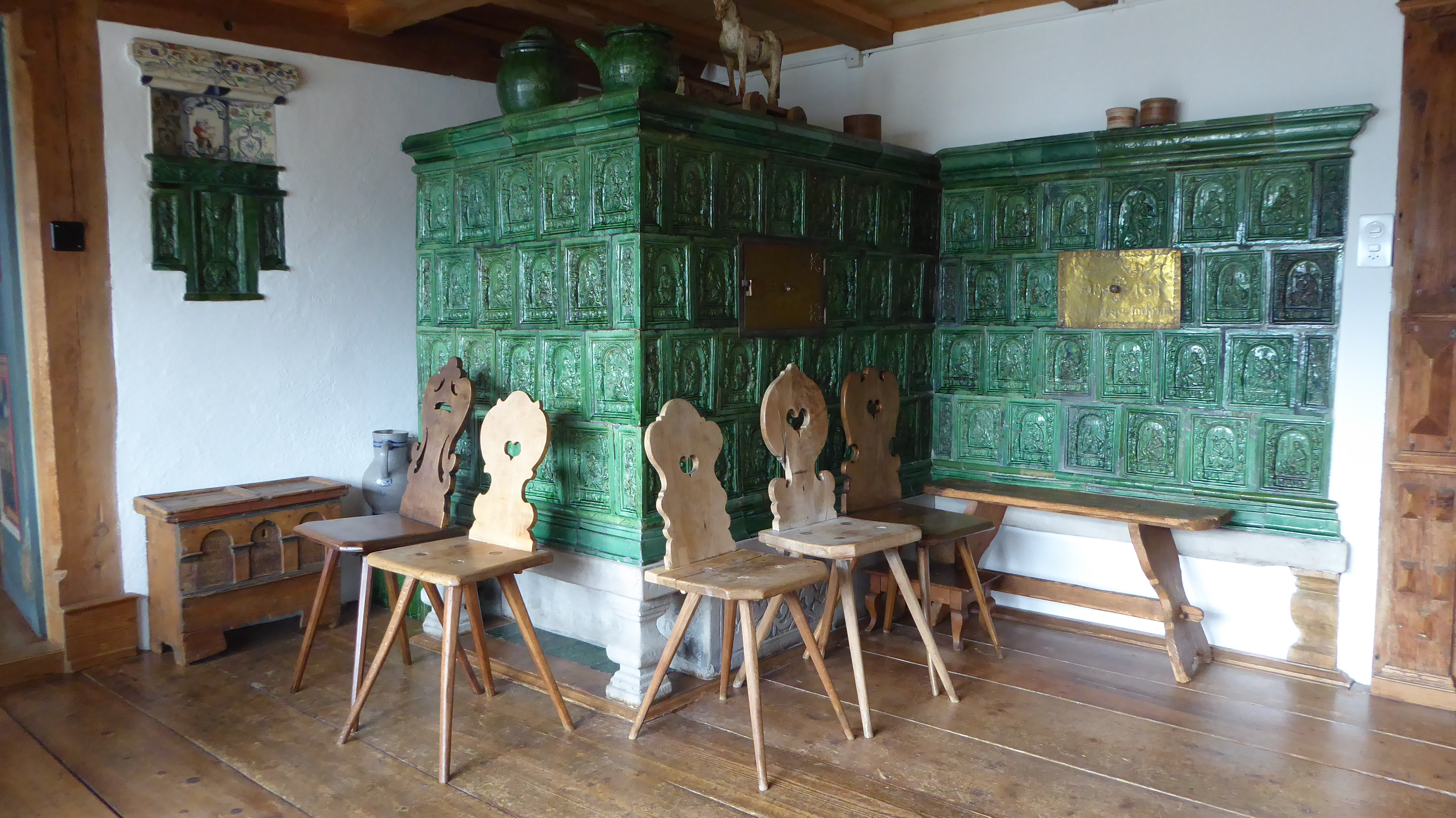
Kachelofen

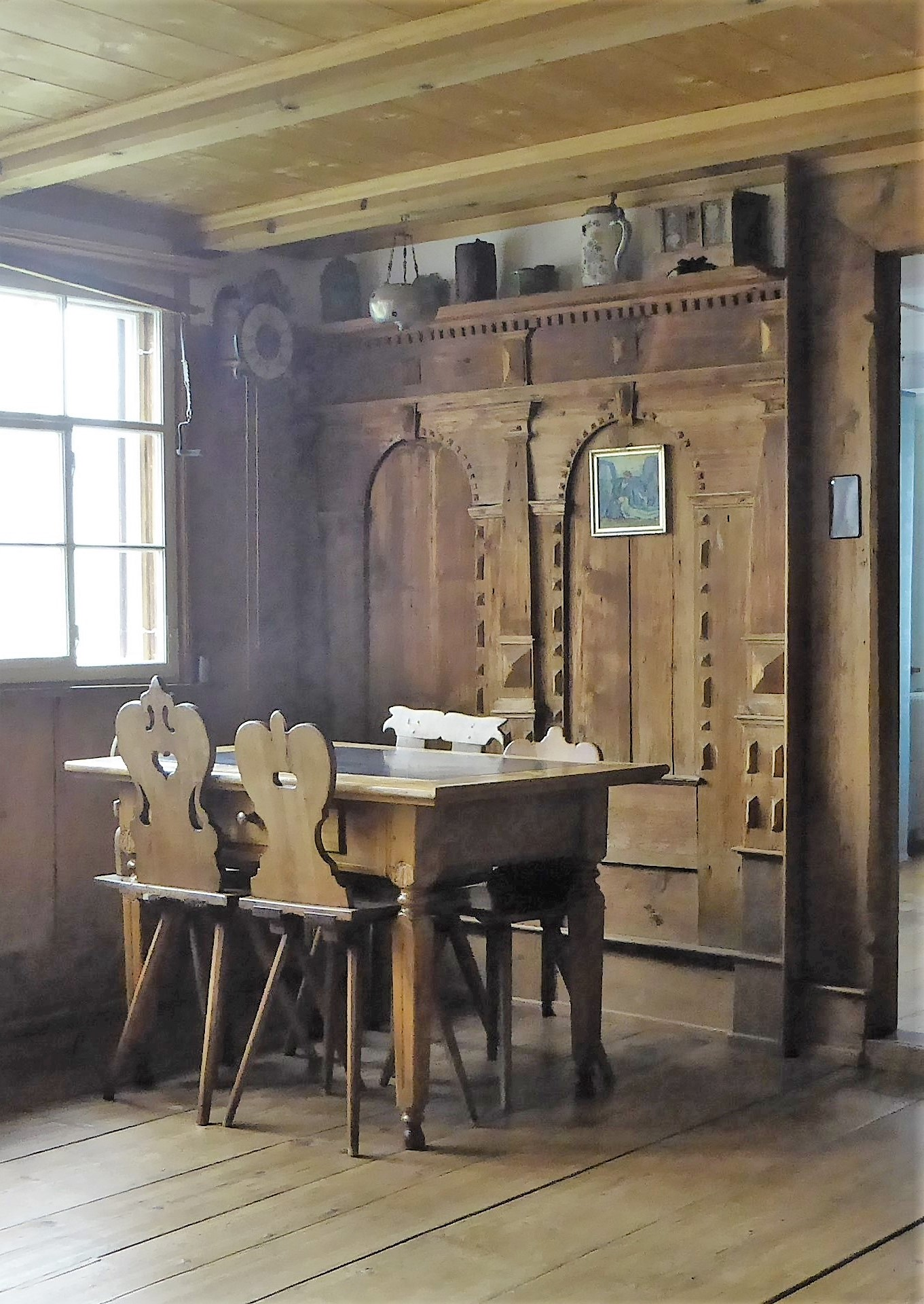
Täfer in Stube

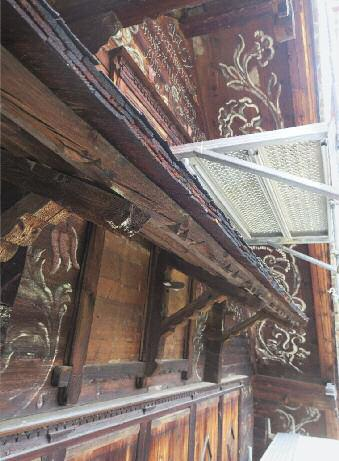
Dachuntersicht

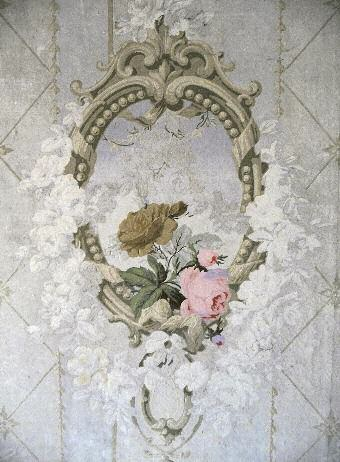
Historische Tapete

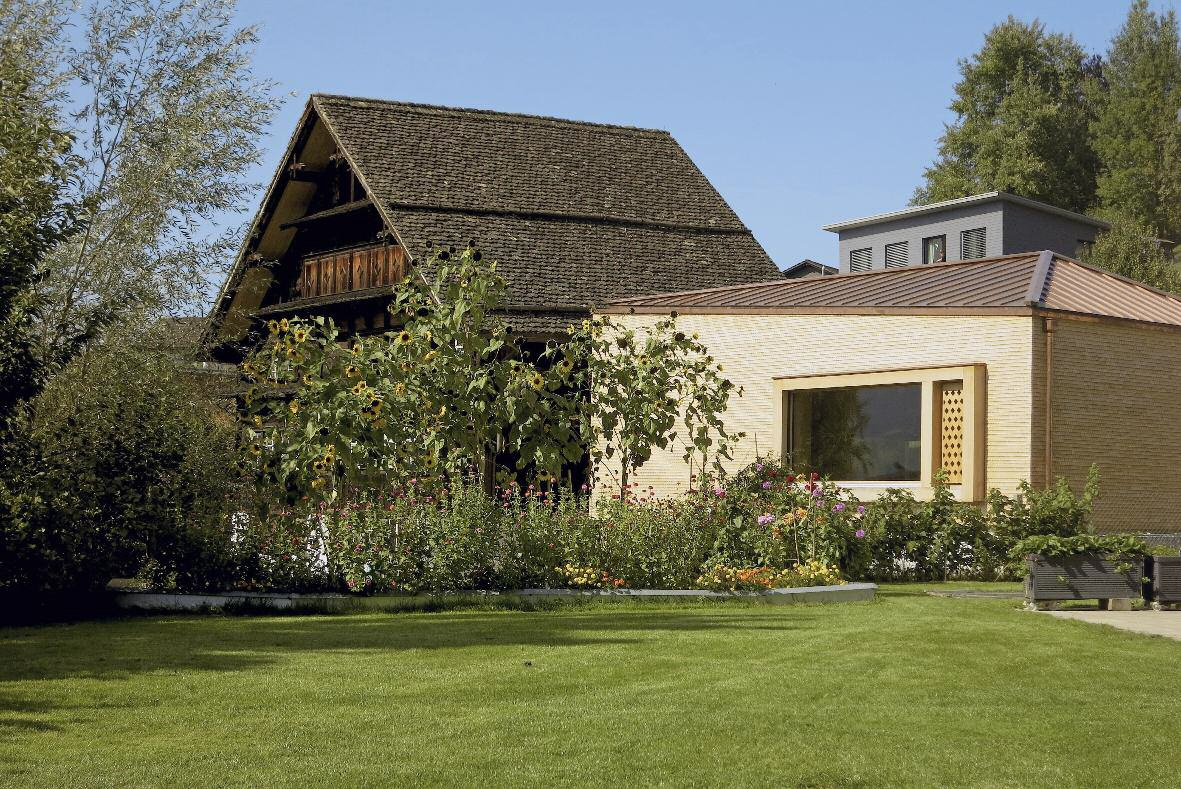
2015 erstellter Anbau

2015 wurde das ehemalige Musikzimmer durch einen Anbau mit geschindelter Fassade und einem asymmetrischen zeltförmigen Dach ersetzt. Er enthält einen Ausstellungs- und einen Konzertsaal. Der historische Strickbau wurde sanft renoviert und die von Edelmann gemalten Dachuntersichten mit Brettern abgedeckt.

## Museum

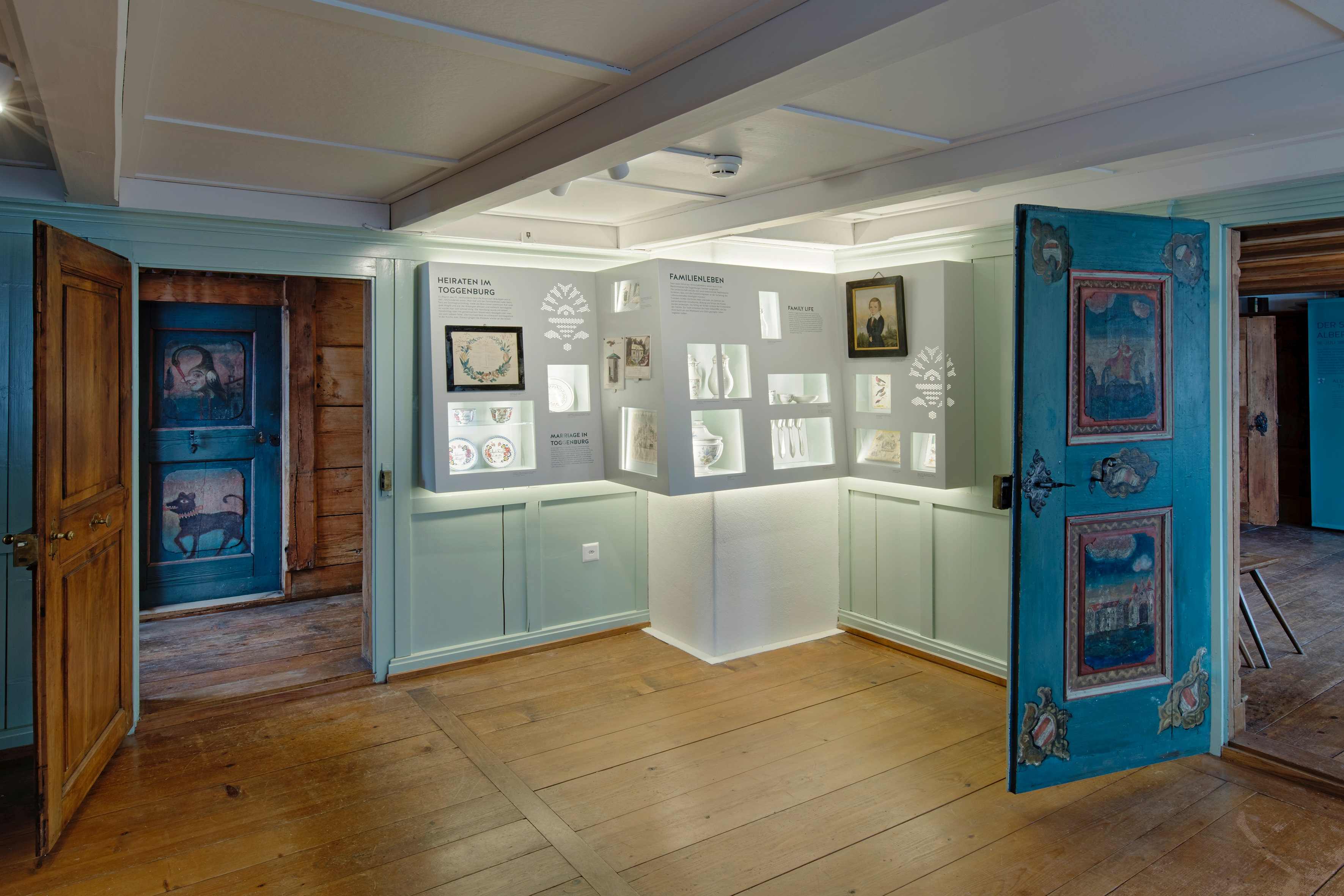
Blick in die 2015 neu konzipierte Ausstellung

Das Museum Ackerhus zeigt Objekte der Toggenburger Hauskultur aus vier Jahrhunderten. Die Sammlung enthält nebst Hausrat und Gerätschaften aus dem Toggenburg Bäuerliche Malereien, Bilder von Babeli Giezendanner und weiterer Maler, sieben Toggenburger Hausorgeln sowie Halszithern. Ende des 19. Jahrhunderts geriet das Halszitherspiel im Toggenburg in Vergessenheit. Albert Edelmann ist es zu verdanken, dass diese Tradition wieder neu belebt wurde. Die Nebenstube ist der Biedermeierzeit im Toggenburg gewidmet. Edelmanns früheres Atelier zeigt seinen Lebenslauf und seine Arbeiten. Während das Museum Begegnungen mit der Vergangenheit anbietet, steht das Kulturlokal der Gegenwart offen.
2021 wurden die sieben Hausorgeln, 43 Halszithern, Tasteninstrumente, ein Tafelklavier, Klarinetten und der gesamte historische Notenbestand sowie 20 bemalte Möbelstücke als bewegliche Kulturgüter unter Schutz gestellt. Das Ackerhaus ist das erste Museum im Kanton St. Gallen mit diesem Schutzstatus.